# Rhinagrion elopurae
Rhinagrion elopurae – gatunek ważki z rodziny Philosinidae. Endemit Borneo.